# Décès en janvier 1941
Décès
- 1937
- 1938
- 1939
- 1940
- 1941
- 1942
- 1943
- 1944
- 1945

Pour une information complémentaire, voir la page d'aide.

| Date       | Nom                        | Pays | Activités                                                  | Âge | Source |  |
| ---------- | -------------------------- | ---- | ---------------------------------------------------------- | --- | ------ |  |
| 24 janvier | Laura Martínez de Carvajal | Cuba | Première femme médecin et première ophtalmologiste cubaine | 71  |        |  |